# 蘇厄德鎮區 (伊利諾伊州溫納貝戈縣)
蘇厄德鎮區（英語：Seward Township）是位於美國伊利諾伊州溫納貝戈縣的一個行政鎮區。

## 地方資料
根據2010年美國人口普查的數據，蘇厄德鎮區的面積為92.80平方千米，當中陸地面積為92.70平方千米，而水域面積為0.10平方千米。當地共有人口889人，而人口密度為每平方千米9.58人。